# Bignicourt-sur-Marne
Bignicourt-sur-Marne település Franciaországban, Marne megyében. Lakosainak száma 373 fő (2022. január 1.). Bignicourt-sur-Marne Blaise-sous-Arzillières, Frignicourt, Luxémont-et-Villotte és Norrois községekkel határos.

## Népesség
A település népességének változása:
| Lakosok száma | 232  | 341  | 381  | 411  | 356  | 353  | 343  | 361  | 370  | 373  |
|               | 1968 | 1982 | 1990 | 2006 | 2013 | 2015 | 2017 | 2019 | 2020 | 2022 |